# Andrea Amort
Andrea Amort (ur. 1958 w Linzu) – austriacka pisarka, dramaturg, krytyk teatralny, reżyserka teatralna.

## Życiorys
Andrea Amort uczyła się tańca nowoczesnego i baletu klasycznego u Eriki Gangl i Andrei Jerschik w Lins. W 1982 ukończyła studia teatralne na Uniwersytecie Wiedeńskim. Pracę dyplomową poświęciła historii Opery Wiedeńskiej od 1818 do 1942 roku. W latach 1981–2009 pracowała jako krytyk, redaktor i zastępca dyrektora działu kultury czasopisma Kurier. Obecnie pisze dla międzynarodowych mediów i magazynów branżowych.
Do 2003 wykładała na prywatnej uczelni Uniwersytecie im. Antona Brucknera, skąd przeniosła się na Musik und Kunst Privatuniversität der Stadt Wien, gdzie pracuje do dziś. Wykładała w Londynie, Oksfordzie i Paryżu, na Uniwersytecie Zuryskim, a także pracuje nad filmami dokumentalnymi.
Była dramaturgiem w Deutsche Oper am Rhein i Tiroler Landestheater Innsbruck, współpracowała też z niezależnymi choreografami. Od 2009 do 2013 roku pracowała jako kuratorka teatru, tańca i performance dla miasta Wiednia.

## Wybrana twórczość
- Österreich tanzt. Geschichte und Gegenwart, 2001
- Nurejew und Wien. Ein leidenschaftliches Verhältnis, 2003
- Hanna Berger. Spuren einer Tänzerin im Widerstand, 2010